# (34036) 2000 OX27
2000 OX27 (asteroide 34036) é um asteroide da cintura principal. Possui uma excentricidade de 0.21592110 e uma inclinação de 23.24742º.
Este asteroide foi descoberto no dia 23 de julho de 2000 por LINEAR em Socorro.